# Bougaa
Bougaa là một đô thị thuộc tỉnh Sétif, Algérie. Dân số thời điểm năm 2002 là 28.431 người.